# Memories (canción de Within Temptation)
«Memories» es un sencillo del álbum The Silent Force de Within Temptation lanzado el 31 de enero de 2005.

## Video musical
El video de la canción "Memories" cuenta la historia de una Sharon den Adel de edad avanzada que regresa a su vieja casa, la cual ahora está en venta. Al entrar a la casa, se transforma en ella misma pero joven y la casa se reconstruye tal como en sus recuerdos. En algunas escenas Sharon camina alrededor de la casa recordando todas las cosas que ama de ahí. En otro cuarto ella está con la banda tocando, Jeroen, el bajista de la banda está tocando un contrabajo en una escena y Martijin el teclista está tocando un piano.
Al final del video ella deja la casa y se vuelve a transformar en la mujer de edad avanzada. 

## Información
Segundo sencillo del tercer álbum "The Silent Force" de la banda de Rock gótico Within temptation

## Compilaciones

### Sencillo Radio Promocional
1. "Memories (versión sencillo)" 3:28

### Sencillo Estándar
1. "Memories (versión sencillo)" 3:28
2. "Aquarius" 4:44

### Edición EP Limitada
1. "Memories (versión sencillo)" 3:28
2. "Destroyed" 4:54
3. "Aquarius (Orchestral version)" 4:46
4. "A Dangerous Mind (live @ Bataclan Paris 2004)" 4:08
5. "Memories (live @ Bataclan Paris 2004)" 4:01

- Datos: Q944653